# Абубакар Джалло
Абубакар Джалло — сьерра-леонеанский политик. Министр природных ресурсов Сьерра-Леоне с 2007. Сопартиец Эрнеста Бай Корома, этнический фулани.

## Образование
Джалло учился в Методистской школе для мальчиков во Фритауне и затем сдавал экзамены в школе принца Уэльского. В Колледже Фура-Бей его основными предметами были физика и математика. Там же Джалло впервые познакомился и принял участие в маоистских студенческих демонстрациях. После окончания колледжа Джалло получил степень магистра в области геофизики, физики атмосферы и гидрогеологии в Университетском и Имперском колледжах Лондона соответственно.